# مهوش قویمی
مهوش قویمی (زاده ۱۳۲۶)، استاد بازنشستۀ دانشگاه و مترجم ایرانی است. او علاوه بر تدریس،  بعضی از کارهای کریستیان بوبن نویسنده فرانسوی را نیز به فارسی ترجمه کرده‌است.

## زندگی
تحصیلاتش را تا دیپلم در ایران، و در دبیرستان نوربخش گذراند و سپس برای ادامه تحصیل به فرانسه رفت. دوره لیسانس و فوق لیسانس را در رشته ادبیات نوین فرانسه در دانشگاه سوربن گذراند و دکترایش را از دانشگاه اکس مارسی گرفت. بعد از بازگشت به ایران به سال ۱۳۵۶ در دانشگاه شهید بهشتی استخدام شد و در کنار تدریس به ترجمه و پژوهش پرداخت.

## ترجمه‌ها
- ابله محلّه نوشته کریستیان بوبن
- دیوانه وار نوشته کریستیان بوبن
- زن آینده نوشته کریستیان بوبن
- اسیر گهواره نوشته کریستیان بوبن
- ایزابل بروژ نوشته کریستیان بوبن
- بانوی سپید نوشته کریستیان بوبن
- دلباختگی (لوییز امور) نوشته کریستیان بوبن